# Photochromdruck

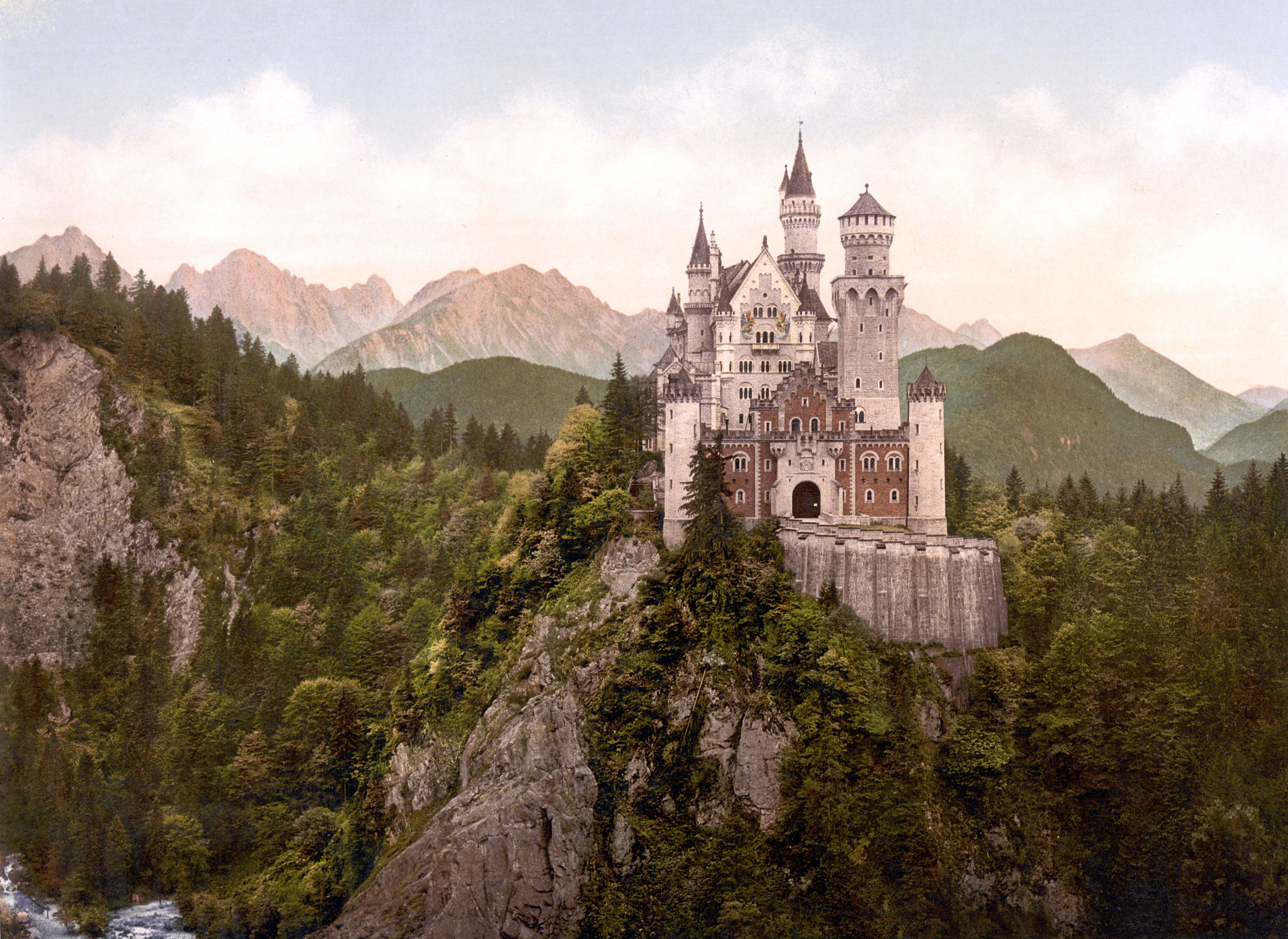
Schloss Neuschwanstein: Photochromdruck aus den 1890er-Jahren

Der Photochromdruck ist ein Flachdruckverfahren für die Wiedergabe von Halbtönen im rasterlosen Mehrfarbdruck mit Hilfe der Verwendung der Lichtempfindlichkeit von syrischem Asphalt.

## Technik

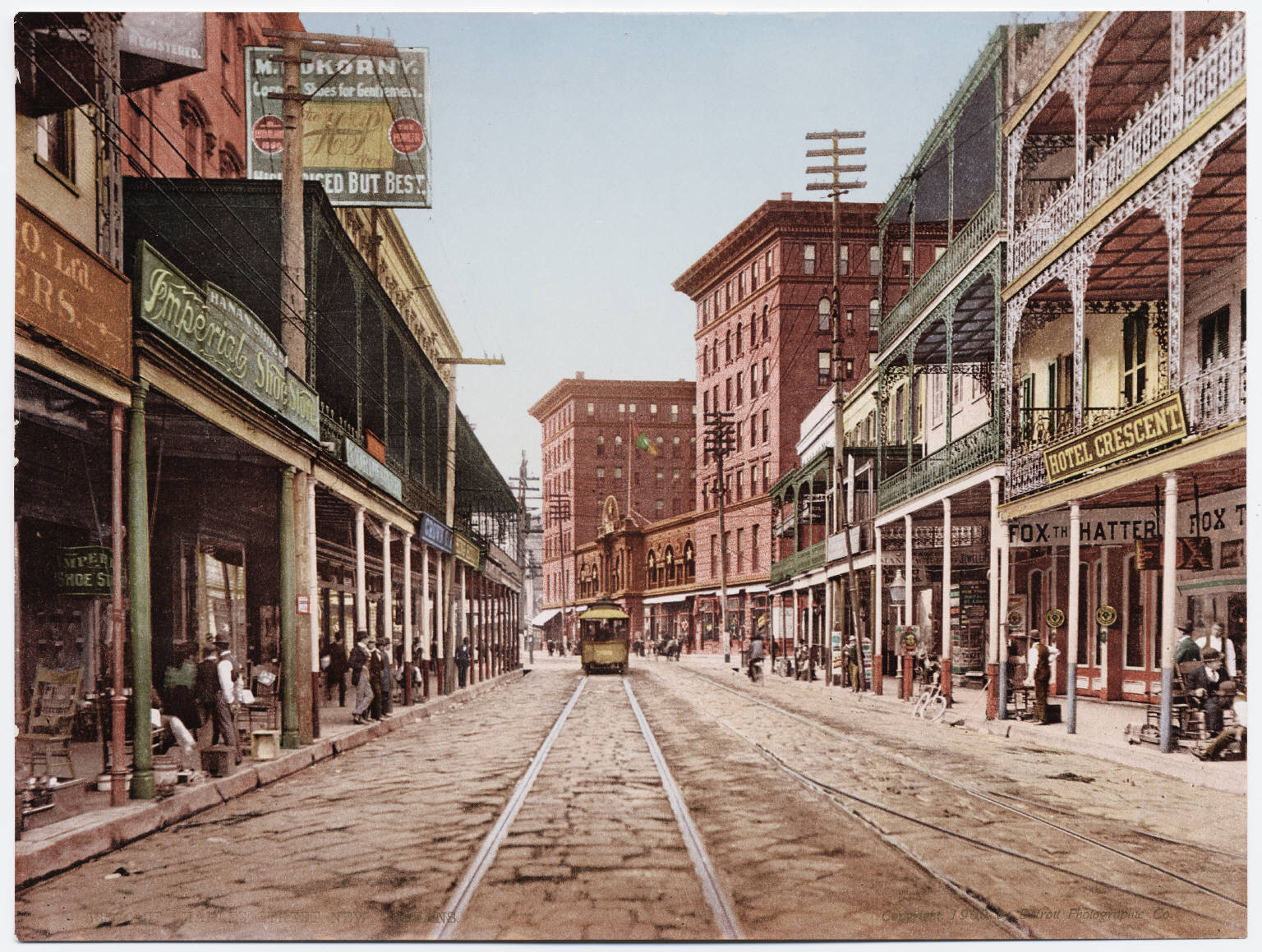
New Orleans um 1900

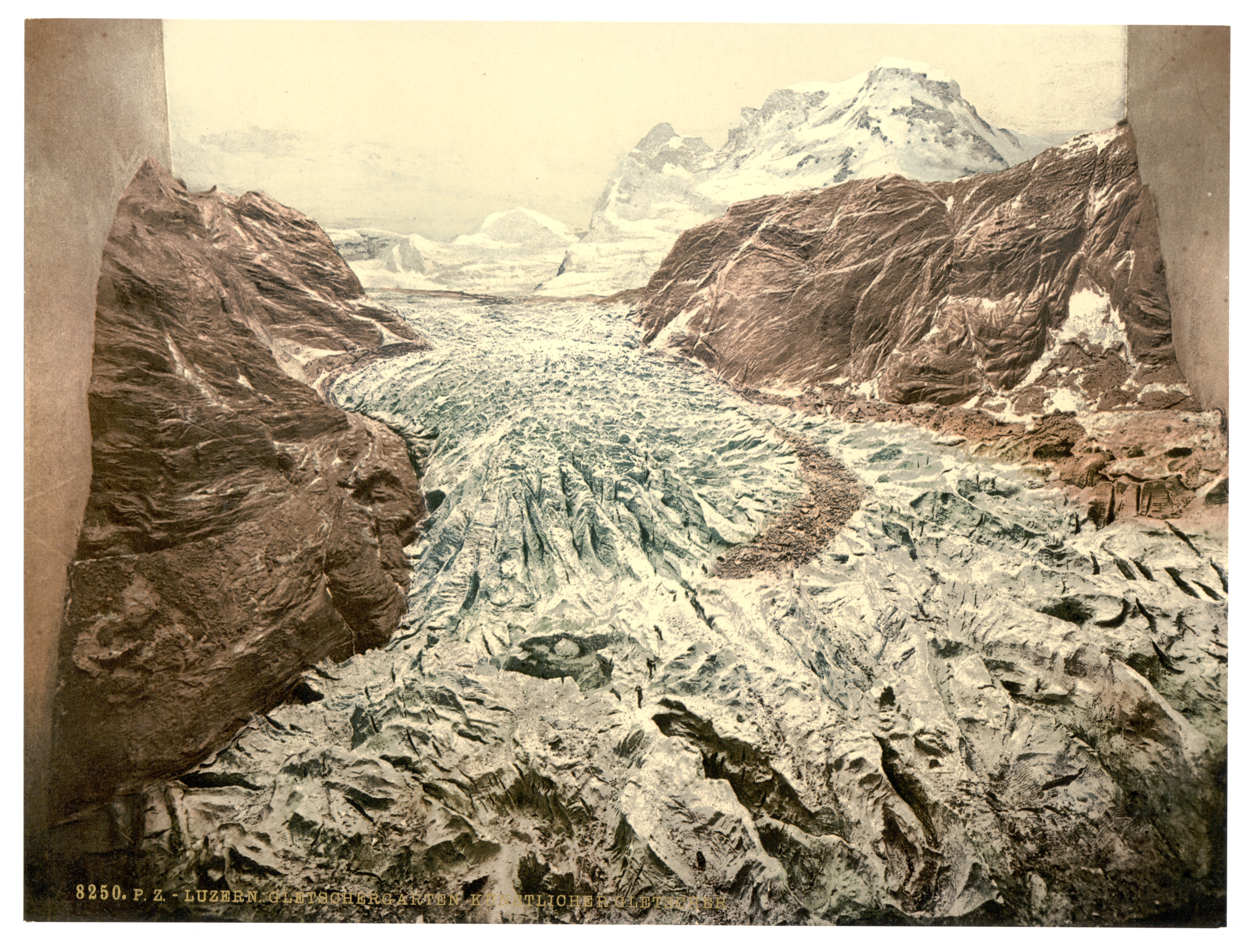
Gletschermodell aus dem Gletschergarten Luzern,
Photochrom Print Collection, 1897

Die Technik wurde in den 1880er-Jahren vom Zürcher Lithografen Hans Jakob Schmid (1856–1924) bei der Photochrom Zürich (Orell Füssli) marktreif entwickelt. Annähernd einhundert Jahre lang war der Photochromdruck das effektivste rasterlose Flachdruckverfahren zur Herstellung von hochwertigen Farbreproduktionen, seine Blütezeit erlebte er in der Zeit vor dem Ersten Weltkrieg.
Der Begriff ist einige Jahrzehnte älter als die heute darunter verstandene Technik. Als Zusammensetzung aus dem griechischen φωτός (photos = Genitiv von Licht) und dem Χρώμα (chroma Farbe) bedeutet er denn auch nichts anderes als Farblichtbild. Obwohl die Hersteller jahrzehntelang den Eindruck vermitteln wollten, beim Photochromdruck handle es sich um eine Art der Farbfotografie, ist der Photochromdruck in Wirklichkeit ein Flachdruckverfahren. Dabei wird das Negativ einer Schwarzweiß-Fotografie auf einem mit einer Asphaltmischung überzogenen Lithostein belichtet. Der verwendete Asphalt wird härter, wenn er belichtet wird. Der unbelichtete, noch weiche Asphalt wird mit einem Lösungsmittel abgewaschen. Danach werden die freigelegten Flächen geätzt und nehmen in der Folge keine Farbe mehr an. Für jede zu druckende Farbe wird auf diese Weise eine Platte hergestellt. Dann wird der Stein mit der jeweiligen Farbe eingefärbt und das Motiv in den verschiedenen Farbtönen übereinander auf Papier oder Karton gedruckt.
Das komplizierte Verfahren wurde 1888 gleichzeitig in Frankreich und Österreich-Ungarn zum Patent angemeldet, genaue Angaben zum Erfinder oder zur Verwendung des Asphalts wurden jedoch jahrzehntelang geheim gehalten. Der Photochromdruck ist bis heute eines der qualitativ besten Druckverfahren geblieben, das Verfahren ist heute jedoch sehr kostenaufwendig und wird nur noch selten und für spezielle Drucke verwendet.